# Maurycy Brauman

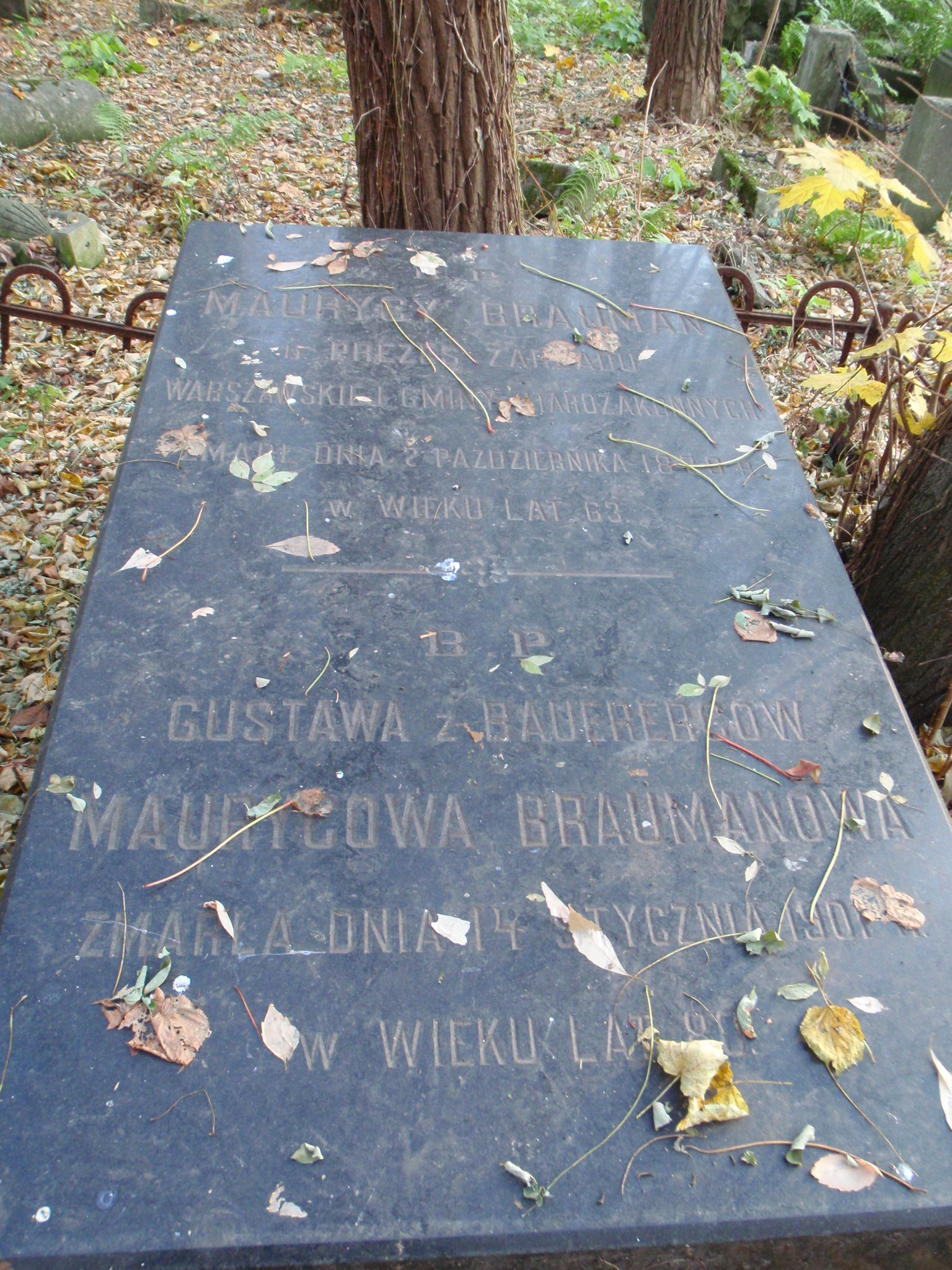
Grób Maurycego Braumana na cmentarzu żydowskim w Warszawie

Maurycy Brauman (ur. 1816, zm. 6 października 1879) – kupiec, działacz społeczności żydowskiej w Warszawie.
Urodził się jako syn Majera (XVIII–XIX w.) i Anny Abraham, których był piątym z sześciorga dzieci. Był z zawodu kupcem. Uzyskał obywatelstwo miasta Warszawy. Był właścicielem nieruchomości w Warszawie. Był prezesem Dozoru Bożniczego w Warszawie.
Był dwukrotnie żonaty. Po raz pierwszy z Karoliną Mejer, z którą miał córkę Celinę (ur. 1836). Po raz drugi z Gustawą Bauererc (1821–1901), z którą miał sześcioro dzieci: Rozalię (1840–1890), Mikołaja (1852–1927, kupca), Władysława Narcyza (ur. 1853), Marię (ur. 1855, zasłużoną pracownicę branży ubezpieczeniowej), Ludwika Romana (1857–1911, przemysłowca, założyciela fabryki blachy w Warszawie) i Melanię (ur. 1860).
Pochowany na cmentarzu żydowskim przy ulicy Okopowej w Warszawie (kwatera 26, rząd 9).